# グナレンブルク
グナンレンブルク (ドイツ語: Gnarrenburg) は、ドイツ連邦共和国ニーダーザクセン州のローテンブルク（ヴュンメ）郡に属す町村（以下、本項では便宜上「町」と記述する）で、ツェーフェン、ブレーマーフェルデ、オスターホルツ＝シャルムベック間のオステ＝ハンメ運河沿いに位置する。

## 地理

### 位置
グナレンブルクは、トイフェルスモーア（「悪魔の湿原」）観光の中心となる町である。オスターホルツ＝シャルムベックとブレーマーフェルデとを結ぶ、いわゆるモーアエクスプレスの駅があり、主にレジャー客に利用されている。ハンメ川とオステ川とを結ぶハンメ＝オステ運河が町内を通っており、ブレーメンやハンブルクに泥炭を供給している。

### 自治体の構成
以下の12集落が自治体としてのグナレンブルクを形成している。人口は2008年12月31日時点の数値である。
- アウグステンドルフ 293人
- バルクハウゼン 286人
- ブリリット 940人
- ファーレンドルフ 418人
- フィンドルフ 356人
- グリンシュテット 602人
- グナレンブルク 3,085人
- カールスヘーフェン 1,344人
- クレンケンドルフ 256人
- クーシュテット 1,083人
- クーシュテッターモーア 234人
- ランゲンハウゼン 607人

## 歴史
グナレンブルクという地名は、同集落の南外れの湿地にあった現存しない城 (Burg) に由来する。正確にはグナレンブルクとカールスヘーフェンの間の北側に張り出した砂州に建っていた。この砂州はトイフェルスモーア、およびグナレンブルク湿原を横断する唯一のルートであった。この城ではその通行税を徴収していた。このため、この砂州は三十年戦争の他、幾度も激烈な戦闘の場となった。第二次世界大戦末期にも、この砂州でイギリス軍に白旗を揚げたことで、グナレンブルクは戦闘や被害を受けることなく占領されたのである。
この城の実務棟はリュシュホーフとも呼ばれた。その最後まで遺っていた建物である旧代官所は1937年に解体された。発掘調査によると、この城は1250年頃にはすでに建造されていた。16世紀末頃にゼーゲバーデ・クリューファー・ツゥ・ヴェレンとイッセンドルフ家との間でグナレンブルクを巡る争いが起こったが、1605年に決着した。グナレンブルクの城と100モルゲン以上の所領（モルゲンは面積の単位で、1モルゲンは約30アール）がイッセンドルフ家のものとなった。しかし、城はすでに15世紀には老朽化しており、農地も100年以上手入れされていなかった。
18世紀にはイッセンドルフ家の家令であるディールク・デュッカーが、後にはアルベルト・シュレーダーがこの荘園を主宰した。1746年に領主のユルゲン・メルヒオール・フォン・イッセンドルフは「古くからの貴族領であるグナレンブルク」を、付属するすべての権利とともに675帝国ターラー（貨幣の単位）で森林長官のヴィルヘルム・フォン・マックファイルに売却した。1752年にこの荘園を「王の選帝侯」であるハノーファー侯が獲得した。王室はここに行政あるいは湿地管理のための代官所を設けた。この代官所は当時、あるいはそれ以後に造られた湿地内の入植地を統括管理した。
グナレンブルク荘園に教会が建設され、1790年に完成した。グナレンブルク集落は古い荘園領地の中心地になった。グナレンブルクは1803年から拡大を始めた。1848年にグナレンブルクには18軒の家屋と117人の住民がいたが、1871年には26軒、178人に増加した。
1848年、後のハノーファー王ゲオルク5世の妃マリーにちなんで「マリエンヒュッテ」と名付けられたゲースドルフのガラス工場が、ブレーマーフェルデで結成されたコンソーシアムに加盟した。商人でガラス工、炉造りの職人でもあったヘルマン・ラムプレヒトが1876年にガラス工場「マリエンヒュッテ」の経営を引き継ぎ、1882年に社主のヘルマン・ラムプレヒトとブレーメン商人ヒルデによって滴量計が発明されたことが、グナレンブルクの発展をもたらした。この滴量計は世界的に有名になり、グナレンブルクの名は世界中に知られるようになった。グナレンブルクは滴下用の穴がある栓がついたガラス器の最大の生産地として発展した。
グナレンブルクの「アイヒホルツ」には太古の巨大墳墓や数多くの丘陵墓がある。先史時代の出土品は、この他にグナレンブルクとカールスヘーフェンとの間の砂州で発見されている、厚板、棒、4000年以上前の車輪が時代を示している。出土品はブレーマーフェルデの郡立博物館であるバッハマン博物館に収蔵されている。

## 行政

### 議会
グナレンブルクの町議会は24議席からなる。

### 紋章
図柄: 銀地。中央の波線の上に赤いレンガ造りの胸壁付きの塔。波線の下は12本のエスカーバンクル（槍花車）。
この紋章はシュターデのシノルト・クラインがデザインしたもので、1978年4月24日に採用された。ローテンブルク（ヴュンメ）郡による認可は1979年1月23日に得られた。
波線の上の胸壁付き塔は、ブナレンブルク城を示している。この城は分水嶺に建っており、集落名、後には町名にその名を遺している。
12本のエスカーバンクルは、12の旧町村が現在の自治体としてのグナレンブルクを形成していることを示している。ユリの意匠は、湿地周辺全域で民芸品にしばしば用いられるデザインである。

## 文化と見所

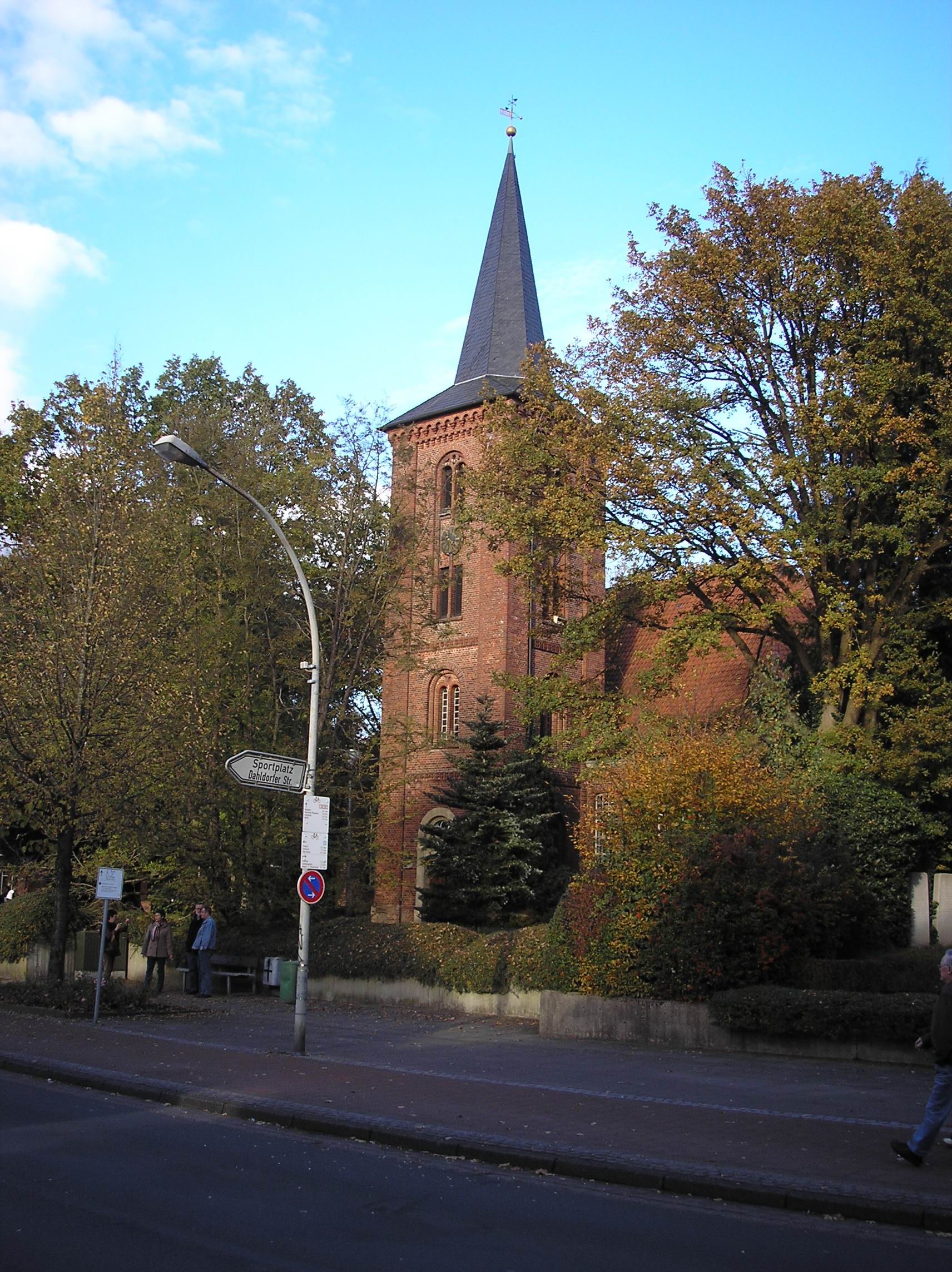
パウルス教会

### 建造物
グナレンブルクのプロテスタントのパウルス教会は「湿原の長官」の異名を持つユルゲン・クリスティアン・フィンドルフにより計画・建設された1000人を収容する教会である。教会堂の完成は1790年で、湿原の入植地や隣接するクーシュテットを教区とした。しかしクーシュテット住民の圧力により、この集落は独自の教区を立てた。古典的な建築様式に拠らないこの教会は特異なものである。他の多くの教会とは異なり、教会堂の長辺に塔がある。長堂の中央に説教壇を有する祭壇室があって会衆は祭壇の周りにU字型に着席する。この教会はグナレンブルク集落の最も高い場所に位置している。教会が建設される以前、この場所にはグナレンブルク荘園の建物が建っていた。
シュターデ - ブレーメン鉄道（モーア鉄道）の駅舎は1909年にヴォルプスヴェーデの建築家ハインリヒ・フォーゲラーによって建設された。現在この駅舎内にはグナレンブルク・ガラス博物館がある。
アウグステンドルフには歴史的なモーアホーフ（湿地の荘園）がある。
さらに重要な建造物が、町を南北に貫く全長16kmのオステ＝ハンメ運河である。この運河は1769年から1790年にユルゲン・クリスティアン・フィンドルフによって造営され、トイフェルスモーアおよびグナレンブルク湿原の排水や、ハンブルクやブレーメンといった大都市への泥炭輸送に用いられた。北はオステ川沿いのシュプレッケンス、南はグナレンブルク町内のハンメ川を起点とする。閘門システムによって運河は両方向へ流すことが可能である。運河の最高地点はランゲンハウゼン集落である。完成直後、幅は4m、深さは3mであったが、現在は幅は4mであるものの深さは1.5mになっている。この運河沿いに遊歩道や自転車道が通っている。

### 自然文化財

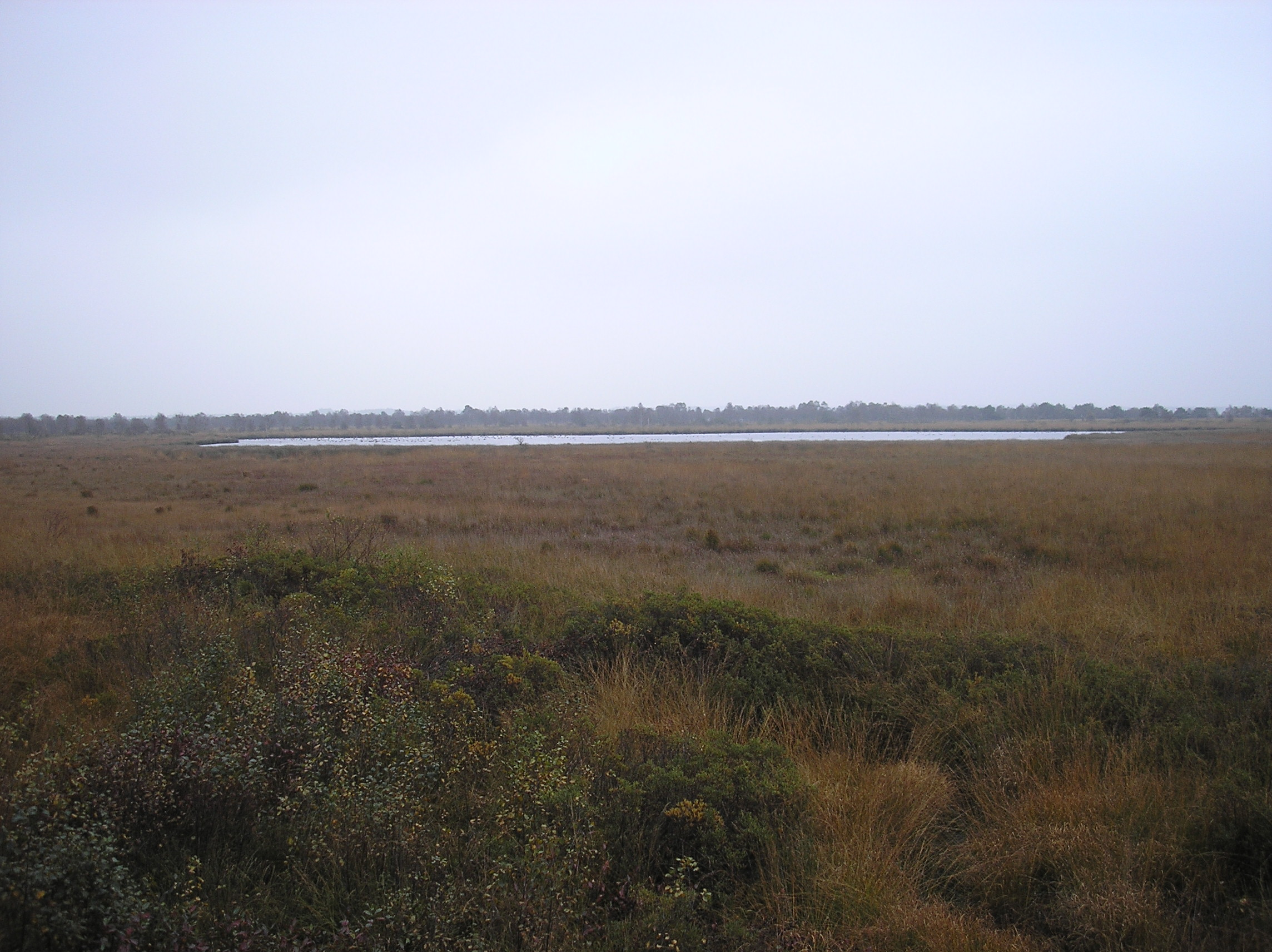
フーフェンホープスモーアとフーフェンホープス湖

この町の町域内には、小さいながら無傷のニーダーザクセン高層湿原であるフーフェンホープスモーア自然保護区がある。フーフェンホープスモーア内にはニーダーザクセン最後の高層湿原湖であるフーフェンホープス湖がある。この自然保護区はグリンシュテット集落とアウグステンドルフ集落との間に位置する。
町は様々な団体と協力して湿原体験路を整備している。約700mの体験路にはいくつかのステーションが設けられており、そこで見て、読んで、あるいは体験することで、湿原の地形、湿原の意義、そこに棲む動植物、泥炭の利用や地方の民芸についての概略を識ることができる。中には裸足で湿原を体験するステーションもある。
グナレンブルク周辺は秋になると北ヨーロッパのクロヅルの重要な渡りの経路となる。湿原や、収穫を終えた農場にいる鶴の群を見に多くの観光客が訪れる。

### 年中行事
毎年10月半ばの週末に民衆祭の一つである秋市が開催される。春には、オステ＝ハンメ運河沿いで花の祭典が行われ、これを見物するために1000人以上の訪問客がある。アウグステンドルフでは、謝肉祭の行事がいくつも行われる。これに加えて、グナレンブルクは湿原を通る遊歩道の出口にあたる。遊歩道には標識が設けられている。この他に射撃祭や、毎年のキャンプ・ミーティングも特筆に値する。

## 経済と社会資本

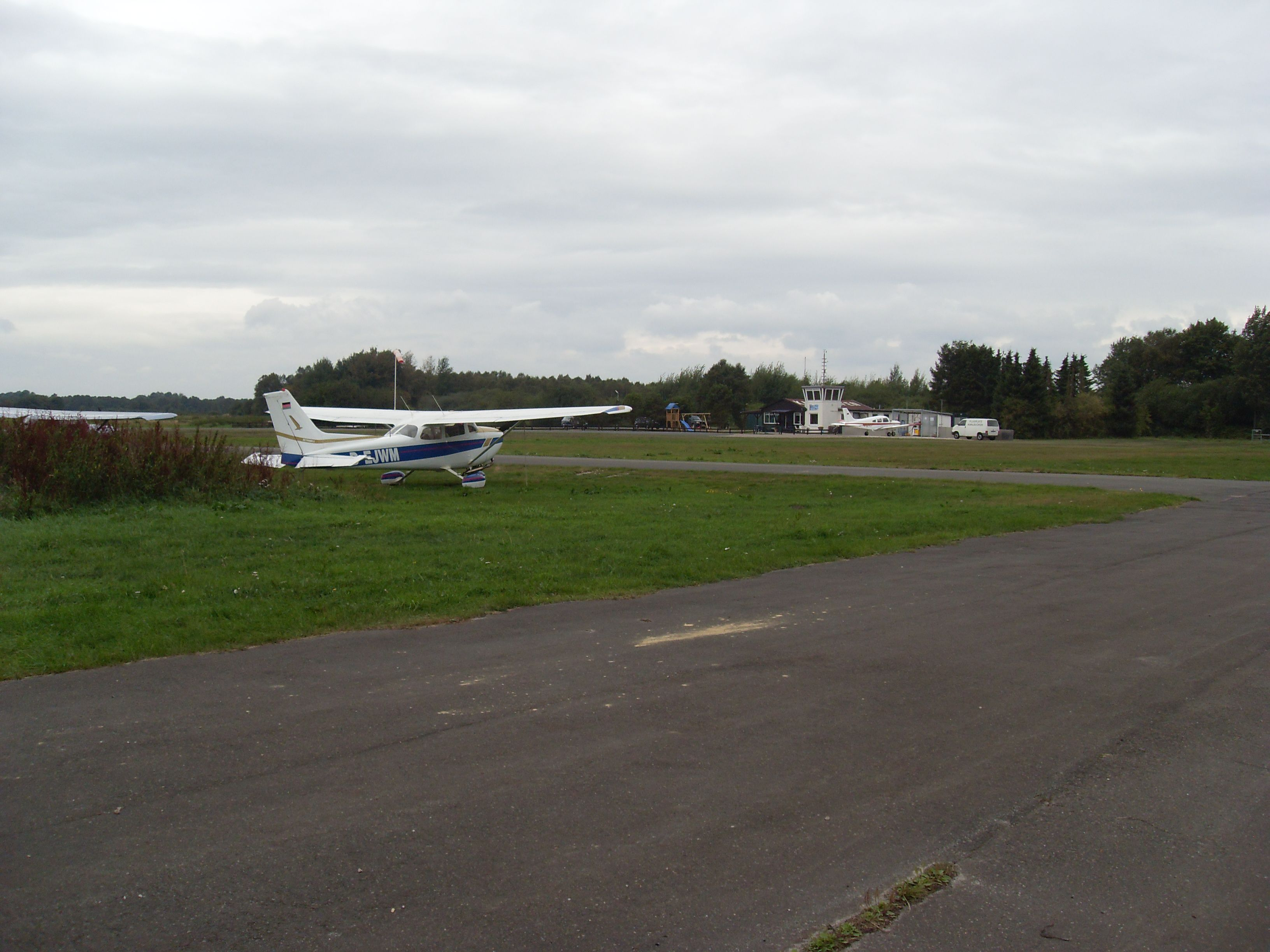
カールスホーフェン飛行場

### 交通
グナレンブルクはエルベ＝ヴェーザー＝トライアングルの中のブレーメン（約45km）とハンブルク（約90km）との間に位置する。社会資本はよく整備されている。この町は連邦道B74号線での便がよい。この町のカールスヘーフェン集落には夜間着陸が可能な飛行場もある。高速バス路線がグナレンブルクとブレーメンの中心街とを直通で結んでいる。ドイツ鉄道の最寄り駅は、ブレーマーフェルデ（ブレーマーハーフェン方面およびハンブルク方面）とオルデンビュッテル（ブレーメン方面およびブレーマーハーフェン方面）にある。週末にはブレーメン中央駅とシュターデとの間に伝統的なモーアエクスプレスが運行されている。この列車はトイフェルスモーアやアルテス・ラントの素晴らしい風景の中を走る。ハンブルク港からブレーマーハーフェンへの貨物輸送もグナレンブルクを通る経路である。ブレーメンとハンブルクには国際港がある。

### 地元企業
グナレンブルク町内にはヨーロッパ第2の照明メーカーであるブリリアントAGの本社がある。この他に、国際的な泥炭工業や砂採掘の企業がある。さらに中規模な小売業者やサービス業者、手工業者がある。

### 映画とテレビ
グナレンブルク周辺のトイフェルスモーアは、多くの映画やテレビ番組でロケ地として使われた。たとえば、マリア・フルトヴェングラーのTVシリーズ『Tatort』はこの地域で撮影された。この他のグナレンブルクで撮影されたTV番組は『Die Landpartie』、『Land und Liebe』、『Die Flucht』、『Mein Nachmittag』がある。また、グナレンブルクはドイツ第2テレビの青少年シリーズ『Löwenzahn』のロケ地でもある。

### 公共機関
- 図書館

### 教育
グナレンブルクには6つの幼稚園と4つの学校がある。町の中心には青年集会施設「オアゼ」がある。
- 基礎課程学校 3校
- グナレンブルク本課程・実科学校

## 引用
1. ↑  Landesamt für Statistik Niedersachsen, LSN-Online Regionaldatenbank, Tabelle A100001G: Fortschreibung des Bevölkerungsstandes, Stand 31. Dezember 2023